# Pêches à la Capri
Les pêches à la Capri sont la version traditionnelle italienne des pêches au vin rouge épicé.

## Ingrédients
Les pêches à la Capri nécessitent des pêches jaunes, du vin rouge ainsi que citron, sucre et vanille.
Mais d'autres recettes de pêches au vin rouge utilisent plus d'épices (clou de girofle, muscade, cannelle, baies roses, poivre du Sichuan). Aux pêches peuvent être rajoutées quelques cerises ou framboises, jus et zestes d'orange. 

## Préparation
Pour la recette campanienne, les pêches coupées en demi-quartiers  sont arrosées d'un vin rouge brûlant qui a bouilli avec un jus de citron, du sucre et de la vanille. Quand elles sont refroidies, le saladier est placé au réfrigérateur afin qu'elles soient servies frappées.
Des variantes existent pour les autres recettes. Dans l'une, les pêches sont pochées et mondées puis mises à bouillir avec le vin, le sucre et les épices. Cuisson finie, pêches et sirop sont versés dans un saladier afin de macérer toute la nuit. Dans une autre, le vin est mis à bouillir avec le jus d'orange, les zestes et les épices. Ensuite les pêches et les fruits rouges sont arrosés avec le vin cuit. Ce dessert peut être décoré de feuilles de menthe poivrée, de menthe bergamote, de citronnelle, de mélisse ou de basilic.